# Contre-la-montre féminin des juniors aux championnats du monde de cyclisme sur route 2014
Navigation
Florence 2013 Richmond 2015
Le contre-la-montre féminin des juniors aux championnats du monde de cyclisme sur route 2014 a eu lieu le 22 septembre 2014 à Ponferrada, en Espagne. L'épreuve est réservée aux coureuses nées en 1996 et 1997.
Le titre a été remporté par l'Australienne Macey Stewart qui s'impose respectivement devant la Danoise Pernille Mathiesen et se compatriote Anna-Leeza Hull.

## Système de sélection
Toutes les fédérations nationales peuvent inscrire 4 coureuses dont 2 partantes. En plus de ce nombre la tenante du titre et les championnes continentales actuelles peuvent être ajoutées aux quotas. La championne du monde sortante n'est pas autorisée à prendre part à la course car elle ne fait plus partie de la catégorie.
| Championne               | Coureuse            | Pays       |
| ------------------------ | ------------------- | ---------- |
| Championne panaméricaine | Camila Valbuena     | Colombie   |
| Championne d'Asie        | Yekaterina Yuraitis | Kazakhstan |
| Championne d'Europe      | Aafke Soet          | Pays-Bas   |
| Championne d'Océanie     | Alexandra Manly     | Australie  |

## Programme
Les horaires sont ceux de l'heure normale d'Europe centrale (UTC+1)
| Date              | Horaire         |                         |
| ----------------- | --------------- | ----------------------- |
| 22 septembre 2014 | 10 h 00-11 h 30 | Contre-la-montre junior |
| 22 septembre 2014 | 11 h 50         | Cérémonie               |

## Primes
L'UCI attribue un total de 1 380 € aux trois premières de l'épreuve.
| Position | 1re   | 2e    | 3e    | Total   |
| Montant  | 767 € | 383 € | 230 € | 1 380 € |

## Classement
|                           | Coureur                      | Pays           |    | Temps         |
| ------------------------- | ---------------------------- | -------------- | -- | ------------- |
| Médaille d'or, monde      | Macey Stewart                | Australie      | en | 20 min 8 s 39 |
| Médaille d'argent, monde  | Pernille Mathiesen           | Danemark       | +  | 10 s 79       |
| Médaille de bronze, monde | Anna-Leeza Hull              | Australie      |    | 13 s 31       |
| 4                         | Alexandra Manly              | Australie      |    | 13 s 81       |
| 5                         | Emma White                   | États-Unis     |    | 26 s 47       |
| 6                         | Greta Richioud               | France         |    | 26 s 63       |
| 7                         | Melissa Lowther              | Royaume-Uni    |    | 27 s 69       |
| 8                         | Aafke Soet                   | Pays-Bas       |    | 28 s 23       |
| 9                         | Daria Pikulik                | Pologne        |    | 38 s 91       |
| 10                        | Daria Egorova                | Russie         |    | 44 s 73       |
| 11                        | Camila Valbuena              | Colombie       |    | 50 s 05       |
| 12                        | Lisa Klein                   | Allemagne      |    | 51 s 87       |
| 13                        | Alice Gasparini              | Italie         |    | 52 s 45       |
| 14                        | Sofia Bertizzolo             | Italie         |    | 55 s 51       |
| 15                        | Janelle Cole                 | États-Unis     |    | 1 min 2 s 21  |
| 16                        | Milda Aužbikavičiūtė         | Lituanie       |    | 1 min 6 s 86  |
| 17                        | Yekaterina Yuraitis          | Kazakhstan     |    | 1 min 8 s 07  |
| 18                        | Natalia Radzicka             | Pologne        |    | 1 min 8 s 78  |
| 19                        | Kiyoka Sakaguchi             | Japon          |    | 1 min 8 s 81  |
| 20                        | Faina Potapova               | Kazakhstan     |    | 1 min 10 s 48 |
| 21                        | Chanella Stougje             | Pays-Bas       |    | 1 min 10 s 51 |
| 22                        | María Calderón               | Espagne        |    | 1 min 14 s 95 |
| 23                        | Franziska Banzer             | Allemagne      |    | 1 min 15 s 92 |
| 24                        | Margot Dutour                | France         |    | 1 min 16 s 11 |
| 25                        | Julia Karlsson               | Suède          |    | 1 min 20 s 44 |
| 26                        | Jeanne Korevaar              | Pays-Bas       |    | 1 min 22 s 26 |
| 27                        | Nikola Zdráhalová            | Tchéquie       |    | 1 min 22 s 31 |
| 28                        | Linda Halleröd               | Suède          |    | 1 min 25 s 85 |
| 29                        | Tereza Medvedova             | Slovaquie      |    | 1 min 29 s 46 |
| 30                        | Aline Seitz                  | Suisse         |    | 1 min 29 s 71 |
| 31                        | Eva Maria Palm               | Belgique       |    | 1 min 29 s 95 |
| 32                        | Ema Manikaite                | Lituanie       |    | 1 min 33 s 97 |
| 33                        | Dafné Théroux-Izquierdo      | Canada         |    | 1 min 35 s 81 |
| 34                        | Michelle Andres              | Suisse         |    | 1 min 39 s 82 |
| 35                        | Mari-Liis Mõttus             | Estonie        |    | 1 min 41 s 87 |
| 36                        | Anastasiia Pliaskina         | Russie         |    | 1 min 43 s 77 |
| 37                        | Josie Knight                 | Irlande        |    | 1 min 45 s 84 |
| 38                        | Julia Rodríguez              | Espagne        |    | 1 min 46 s 17 |
| 39                        | Yumi Kajihara                | Japon          |    | 1 min 50 s 41 |
| 40                        | Paula Patiño                 | Colombie       |    | 1 min 50 s 98 |
| 41                        | Grace Garner                 | Royaume-Uni    |    | 1 min 57 s 75 |
| 42                        | Endija Rutule                | Lettonie       |    | 1 min 59 s 33 |
| 43                        | Katja Jeretina               | Slovénie       |    | 2 min 4 s 74  |
| 44                        | Monique Gerber               | Afrique du Sud |    | 2 min 24 s 80 |
| 45                        | Ekaterina Knebeleva          | Ouzbékistan    |    | 2 min 31 s 03 |
| 46                        | Kimberley Le Court de Billot | Maurice        |    | 2 min 36 s 03 |
| 47                        | Ebtissam Zayed Ahmed         | Égypte         |    | 3 min 8 s 21  |
| 48                        | Michelle Benson              | Afrique du Sud |    | 3 min 25 s 69 |
| 49                        | Menatalla Essam Ragab        | Égypte         |    | 5 min 7 s 77  |